# Into Another
«Into Another» es una canción de la banda de heavy metal estadounidense Skid Row, fue el tercer y último sencillo de su tercer álbum Subhuman Race lanzado en 1995.
La canción escrita por Dave Sabo y Rachel Bolan, es una de las baladas y una de las canciones que más destacó en el álbum Subhuman Race, sería además el último sencillo y el último videoclip de la banda lanzado con Sebastian Bach y Rob Affuso.
A pesar de que fue una de las canciones más exitosas del álbum, su videoclip no tuvo la difusión de trabajos de años anteriores, aun así alcanzó un #28 en el Mainstream Rock Tracks.
Un remix de la canción está incluido en el álbum recopilatorio de la banda 40 Seasons: The Best of Skid Row.

## Lista de canciones
1. «Into Another» (Versión LP)
2. «My Enemy» (Versión LP)
3. «Firesign» (Demo)